# Капацин, Василий Семёнович
Василий Семенович Капацин — советский хозяйственный, государственный и политический деятель, генерал-майор.

## Биография
Родился в 1921 году в селе Волоськое. Член КПСС.
Участник Великой Отечественной войны. С 1946 года — на хозяйственной, общественной и политической работе. В 1946—1984 гг. — партийный работник в Украинской ССР, заместитель начальника ОКГБ – УКГБ по Львовской ж/д, заместитель начальника УКГБ при СМ Украинской ССР по Николаевской области, заместитель начальника УКГБ при СМ Украинской ССР по Ивано-Франковской области, начальник УКГБ при СМ Украинской ССР по Ивано-Франковской области, начальник УКГБ при СМ Украинской ССР по Донецкой области. 
Делегат XXV и XXVI съездов КПСС.
Умер в Донецке в 1986 году.